# Daisuke Nakaharai
Daisuke Nakaharai (中払 大介 Nakaharai Daisuke?, nacido el 22 de mayo de 1977 en Shizuoka) es un exfutbolista japonés. Jugaba de centrocampista y su último club fue el Avispa Fukuoka de Japón.

## Trayectoria

### Clubes
| Club           | País  | Año         |
| -------------- | ----- | ----------- |
| Avispa Fukuoka | Japón | 1996 - 2001 |
| Kyoto Sanga FC | Japón | 2002 - 2007 |
| Avispa Fukuoka | Japón | 2008 - 2009 |

## Palmarés

### Títulos nacionales
| Título    | Club               | País  | Año  |
| --------- | ------------------ | ----- | ---- |
| J2 League | Kyoto Purple Sanga | Japón | 2005 |